# Oberwiesen
Oberwiesen là một đô thị thuộc thuộc huyện Donnersberg, Đức. Đô thị Oberwiesen có diện tích 1,61 km², dân số thời điểm ngày 31 tháng 12 năm 2006 là 491 người.